# FIBA Europapokal der Landesmeister 1961/62
Die Saison 1961/62 war die 5. Spielzeit des FIBA Europapokal der Landesmeister, der von der FIBA Europa veranstaltet wurde.
Den Titel gewann erstmals BK Dinamo Tiflis aus der Sowjetunion.

## Modus
An der Endrunde nahmen die 14 Meister der jeweiligen nationalen Liga, sowie der Titelverteidiger, teil. Zuerst wurde eine Qualifikation gespielt. Die Sieger der Spielpaarungen wurden in Hin- und Rückspiel ermittelt. Entscheidend war das gesamte Korbverhältnis beider Spiele. 
Die Sieger der Spielpaarungen in der zweiten Runde, im Viertelfinale, sowie im Halbfinale wurden ebenfalls in Hin- und Rückspiel ermittelt. Das Finale wurde in einem Spiel in Genf ausgetragen.

## 1. Runde (Qualifikation)
|                            | Gesamt  |                            | Hinspiel | Rückspiel |
| -------------------------- | ------- | -------------------------- | -------- | --------- |
| Benfica Lissabon           | 97:174  | Ignis Pallacanestro Varese | 49:73    | 48:101    |
| CS Casablancais Casablanca | 84:166  | Real Madrid                | 46:84    | 38:82     |
| Celtic BC Belfast          | 122:226 | Antwerp BC                 | 62:82    | 60:144    |
| Wolves Amsterdam           | 87:113  | BC Alsace de Bagnolet      | 40:52    | 47:61     |
| BBC Etzella                | 110:149 | USC Heidelberg             | 51:66    | 59:83     |
| EK Engelmann Wien          | 141:185 | AŠK Olimpija Ljubljana     | 77:99    | 64:86     |
| SISU Kopenhagen            | 90:156  | Helsingin Kisa-Toverit     | 57:70    | 33:86     |
| Hapoel Tel Aviv            | 166:130 | Panathinaikos Athen        | 82:58    | 84:72     |
| HSG Wissenschaft Berlin    | 119:197 | Honvéd Budapest            | 58:84    | 61:113    |

## Teilnehmer an der Endrunde
| Sowjetunion      | 2 | BK Dinamo Tiflis           | ZSKA Moskau |
| Belgien          | 1 | Antwerp BC                 |             |
| BR Deutschland   | 1 | USC Heidelberg             |             |
| Finnland         | 1 | Helsingin Kisa-Toverit     |             |
| Frankreich       | 1 | BC Alsace de Bagnolet      |             |
| Israel           | 1 | Hapoel Tel Aviv            |             |
| Italien          | 1 | Ignis Pallacanestro Varese |             |
| Jugoslawien      | 1 | AŠK Olimpija Ljubljana     |             |
| Polen            | 1 | Legia Warschau             |             |
| Rumänien         | 1 | CSA Steaua Bukarest        |             |
| Spanien          | 1 | Real Madrid                |             |
| Tschechoslowakei | 1 | TJ Iskra Svit              |             |
| Türkei           | 1 | Darüşşafaka SK Istanbul    |             |
| Ungarn           | 1 | Honvéd Budapest            |             |

## 2. Runde
|                            | Gesamt  |                         | Hinspiel | Rückspiel |
| -------------------------- | ------- | ----------------------- | -------- | --------- |
| Ignis Pallacanestro Varese | 144:163 | Real Madrid             | 82:80    | 62:83     |
| Antwerp BC                 | 142:121 | BC Alsace de Bagnolet   | 87:61    | 55:60     |
| USC Heidelberg             | 139:192 | AŠK Olimpija Ljubljana  | 81:95    | 58:97     |
| Helsingin Kisa-Toverit     | 145:179 | Legia Warschau          | 65:86    | 80:93     |
| Hapoel Tel Aviv            | 139:140 | Darüşşafaka SK Istanbul | 69:65    | 70:75     |
| Honvéd Budapest            | 148:149 | TJ Iskra Svit           | 90:74    | 58:75     |
| CSA Steaua Bukarest        | 153:159 | BK Dinamo Tiflis        | 76:77    | 77:82     |

- Freilos als Titelverteidiger:  ZSKA Moskau

## Viertelfinale
|                         | Gesamt  |                        | Hinspiel | Rückspiel |
| ----------------------- | ------- | ---------------------- | -------- | --------- |
| ZSKA Moskau             | 140:110 | TJ Iskra Svit          | 85:53    | 55:57     |
| Darüşşafaka SK Istanbul | 116:164 | BK Dinamo Tiflis       | 67:80    | 49:84     |
| Antwerp BC              | 143:173 | AŠK Olimpija Ljubljana | 87:83    | 56:90     |
| Legia Warschau          | 144:162 | Real Madrid            | 73:62    | 71:100    |

## Halbfinale
|                        | Gesamt  |                  | Hinspiel | Rückspiel |
| ---------------------- | ------- | ---------------- | -------- | --------- |
| ZSKA Moskau            | 137:152 | BK Dinamo Tiflis | 71:75    | 66:77     |
| AŠK Olimpija Ljubljana | 158:160 | Real Madrid      | 105:91   | 53:69     |

## Finale
Die Spanische Regierung untersagte sowohl den Madrilenen die Ausreise in die Sowjetunion, als auch den Dinamo-Spielern die Einreise nach Spanien, weshalb der Sieger schließlich in Genf ermittelt wurde.
|                  | Ergebnis |             |
| ---------------- | -------- | ----------- |
| BK Dinamo Tiflis | 90:83    | Real Madrid |

- Final-Topscorer:  Wayne Hightower (Real Madrid): 30 Punkte